# Sierra Vista
Sierra Vista je město ve Spojených státech amerických. Nachází se v okrese Cochise County ve státě Arizona. Ve městě žije přibližně 45 tisíc obyvatel a jeho rozloha činí 395,1 km². Je 27. nejlidnatějším městem v Arizoně a jedním z nejvýznamnějších měst v jižní Arizoně. Leží 121 kilometrů jihovýchodně od Tucsonu, 24 kilometrů jihozápadně od Tombstonu, 32 kilometrů severozápadně od Bisbee a 24 kilometrů severně od státní hranice s Mexikem. Na severu sousedí s obcemi Huachuca City a Whetstone a na jihu s Sierra Vista Southeast. 
Nachází se zde základna americké armády zvaná Fort Huachuca a pobočka Obranné zpravodajské služby Spojených států amerických. Ve městě má také sídlo vydavatelská společnost Wick Communications, místní deník Sierra Vista Herald a nacházejí se zde vysoké školy University of Arizona College of Applied Science and Technology  a Cochise College. V oblasti, kde se město nachází, panuje převážně studené semiaridní podnebí. V roce 2000 tvořili 73 % obyvatel města běloši, 11 % Afroameričané, 4 % Asiaté, 1 % původní Američané a početná je zde i Hispánská menšina.

## Partnerská města
- Radebeul, Německo
- Heroica Ciudad de Cananea, Mexiko